# انا اشو
آنا اشو (به انگلیسی: Anna Eshoo) نمایندهٔ حوزه انتخابیه چهاردهم کالیفرنیا از حزب دموکرات ایالات متحده آمریکا در مجلس نمایندگان ایالات متحده آمریکا است که برای نخستین‌بار در ۹ ژانویه ۱۹۹۳ میلادی به‌عضویت این مجلس درآمد.
آنا اشو دارای تبار ایرانی-آشوری-ارمنی است.